# Diana Greene Foster
Diana Greene Foster (nacida en 1971) es una demógrafa estadounidense y profesora de obstetricia, ginecología y ciencias reproductivas en la Universidad de California en San Francisco. Utiliza modelos cuantitativos para comprender cómo las políticas de salud reproductiva afectan a la vida de las mujeres y para evaluar la efectividad de las políticas de planificación familiar.

## Primeros años y educación
Foster fue estudiante universitaria en la Universidad de California, Berkeley. Tras licenciarse en Berkeley en 1992, se trasladó a la Universidad de Princeton para cursar estudios de posgrado, donde investigó el uso de anticonceptivos en el África subsahariana y obtuvo su máster y su doctorado en Princeton. 

## Investigación y carrera profesional
Foster es una demógrafa que utiliza modelos cuantitativos para comprender el impacto de las políticas de planificación familiar. Dirigió el estudio Turnaway, una investigación longitudinal que evaluaba la salud de las mujeres que recurrían al aborto. En el estudio Turnaway participaron 1.000 mujeres, a algunas de las cuales se les denegó el aborto porque estaban más allá del límite gestacional de su clínica local. Descubrió que las mujeres que abortaban experimentaban menos dolor crónico y mejores resultados de salud que aquellas a las que se les denegaba el aborto. Utilizó estudios crediticios para demostrar que las mujeres a las que se les había denegado el aborto sufrían económicamente durante años.
Investigó el impacto de California Family PACT (Planificación, Acceso, Atención y Tratamiento), y demostró que la provisión de anticonceptivos a largo plazo reducía la cantidad de embarazos no deseados.
Después de que el Tribunal Supremo de los Estados Unidos decidiera anular el caso Roe contra Wade, Foster empezó a investigar cómo la gente se desenvolvía en la compleja gama de leyes y disposiciones sobre planificación familiar en los Estados Unidos.

## Premios y distinciones
- 2021 Premio Harriet B. Presser[10]
- 2022 Nature's 10[11]
- 2023 Beca MacArthur[5]

## Publicaciones seleccionadas
- M Antonia Biggs; Ushma D Upadhyay; Charles E McCulloch; Diana G Foster (14 December 2016). "Women's Mental Health and Well-being 5 Years After Receiving or Being Denied an Abortion: A Prospective, Longitudinal Cohort Study". JAMA Psychiatry. 74 (2): 169–178. doi:10.1001/JAMAPSYCHIATRY.2016.3478. ISSN 2168-622X. PMID 27973641. Wikidata Q39101301. (erratum)

- Diana Greene Foster; M Antonia Biggs; Lauren Ralph; Caitlin Gerdts; Sarah Roberts; M Maria Glymour (18 January 2018). "Socioeconomic Outcomes of Women Who Receive and Women Who Are Denied Wanted Abortions in the United States". American Journal of Public Health. 108 (3): 407–413. doi:10.2105/AJPH.2017.304247. ISSN 1541-0048. PMID 29345993. Wikidata Q89897696.

- M Antonia Biggs; Heather Gould; Diana Greene Foster (5 July 2013). "Understanding why women seek abortions in the US". BMC Women's Health. 13: 29. doi:10.1186/1472-6874-13-29. ISSN 1472-6874. PMC 3729671. PMID 23829590. Wikidata Q34800194.